# 2006 en sociologie
| Années de la sociologie : 2003 - 2004 - 2005 - 2006 - 2007 - 2008 - 2009    |
| Décennies de la sociologie : 1970 - 1980 - 1990 - 2000 - 2010 - 2020 - 2030 |

Cet article présente les événements de l'année 2006 dans le domaine de la sociologie.

## Publications

### Livres
- Pascal Ardilly, Les techniques de sondage, Technip (2e éd.)
- Chiara Bonfiglioli, Sébastien Budgen, La Planète altermondialiste, éditions Textuel, collection "La Discorde"
- Philippe Boudreau, Claude Perron, Lexique de science politique (2e édition), Montréal : Chenelière Éducation, 201 p.
- Collectif, Une révolte en toute logique. Des banlieues en colère. Novembre 2005, L’Archipel des Pirates, Sainte Colombe (Rhône)
- Geoff Dencha, Kate Gavron, et Michael Young, The new East End : kinship, race and conflict
- A. Di Nicola, La criminalità economica organizzata: le dinamiche dei fenomeni, una nuova categoria concettuale e le sue implicazioni di policy, Angeli, Milano
- Jacques Donzelot, Quand la ville se défait. Quelle politique face à la crise des banlieues ?, Seuil, Paris
- Emmanuel Ethis, Sociologie du cinéma et de ses publics, Armand Colin- Sociologie 128
- Emmanuel Ethis, Spectateurs du temps : pour une sociologie de la réception du cinéma, L'Harmattan
- Francis Farrugia, Le terrain et son interprétation : enquêtes, comptes rendus, interprétations (éd.), L'Harmattan
- Francis Farrugia, L'interprétation sociologique : les auteurs, les théories, les débats (éd.), L'Harmattan
- Harvie Ferguson, Phenomenological sociology : insight and experience in modern society
- Bernard Girard, Banlieues, insurrection ou ras-le-bol ?, Éditions Les points sur les i, Le Kremlin Bicêtre (94)
- Mark Gottdiener, Ray Hutchison, The New Urban Sociology, Westview Press
- Nacira Guénif-Souilamas (dir.), La République mise à nu par son immigration, La Fabrique, Paris
- Bruno Karsenti, La société en personnes. Études durkheimiennes, Economica
- Sadri Khiari, Pour une politique de la racaille. Immigré-e-s, indigènes et jeunes de banlieues, Textuel
- Hugues Lagrange, Marco Oberti (dir.), Emeutes urbaines et protestations. Une singularité française, Presses de Sciences Po, Paris
- Jacques Lagroye, Bastien François, Frédéric Sawicki, Sociologie politique, Dalloz-Sirey (5e éd.), 607 p.  (ISBN 978-2-247-06988-0),
- Serge Latouche, How do we learn to want less?The globe downshifted
- René Lévy et Renée Zauberman (codir.), Crime et insécurité : un demi-siècle de bouleversements. Mélanges pour et avec Philippe Robert, Paris, L'Harmattan
- Jean-Louis Loubet del Bayle, Police et politique. Une approche sociologique, L'Harmattan
- René Lévy, Laurent Mucchielli, Renée Zauberman (codirection), Crime et insécurité : un demi-siècle de bouleversements. Mélanges pour et avec Philippe Robert, Paris, L'Harmattan
- Olivier Masclet, La Gauche et les cités. Enquête sur un rendez-vous manqué, La Dispute, Paris (rééd.)
- Mohamed Nachi, Introduction à la sociologie pragmatique, Paris, Armand Colin, coll. Cursus
- Charlotte Nordmann, Bourdieu / Rancière - La politique entre sociologie et philosophie, Paris, Éditions Amsterdam
- Frédéric Ocqueteau, Mais qui donc dirige la police ? Sociologie des commissaires, Éditions Armand Colin
- William Outhwaite, The Future of Society
- Raymond Quivy, Luc Van Campenhoudt, Manuel de recherche en sciences sociales, Dunod
- Évelyne Ribert, Liberté, égalité, carte d’identité. Les jeunes issus de l’immigration et l’appartenance nationale, La Découverte, Paris
- Rachid Rahaoui, Syndicalisation et politisation des enseignants du secondaire, Paris, Éditions Le Manuscrit, Collection des sciences sociales, 271 pages.
- Abdelmalek Sayad, L’Immigration ou les paradoxes de l’altérité. 1. L’illusion du provisoire, Raisons d’agir, Paris (1re éd. : 1991)
- Richard Sennett, The Culture of the New Capitalism
- Bernhard Schäfers, Stadtsoziologie. Stadtentwicklung und Theorien - Grundlagen und Praxisfelder, Wiesbaden
- Laurent Thévenot, L'action au pluriel - Sociologie des régimes d'engagement, Paris, La Découverte

### Articles
- Luc Boltanski, Vitale Tommaso, Una sociologia politica e morale delle contraddizioni, in Rassegna Italiana di Sociologia, n° 1, pp. 91–116
- Lavinia Bifulco, Vitale Tommaso, « Contracting for Welfare Services in Italy », in Journal of Social Policy, vol. 35, n. 3, 495-513
- Francis Chateauraynaud, « Moteurs de (la) recherche et pragmatique de l'enquête. Les sciences sociales face au Web connexionniste », L'Historien face à l'ordre informatique, Matériaux pour l'histoire de notre temps, n° 82, avril-juin, (revue de la BDIC), p. 109-118
- Bruno Cousin, Vitale Tommaso, « La question migratoire et l’idéologie occidentaliste de Forza Italia », in La vie des idées, n. 11, pp. 27–36
- L. Bifulco, V. Borghi, O. de Leonardis, Vitale Tommaso, « Che cosa è pubblico? », La Rivista delle Politiche sociali, vol. 4, n. 2
- Yann Darré, « Esquisse d'une sociologie du cinéma », Actes de la recherche en sciences sociales, 1-2
- Rachid Rahaoui, « Perception de la "parentalité" chez les familles migrantes maghrébines en France : regard d’ici et là-bas », Revue algérienne de sociologie, 3
- Vitale Tommaso, « A cosa serve la sussidiarietà? Un criterio guida contro il "carsismo istituzionale" », in Animazione Sociale, vol. 36, n. 5, pp. 20-28

- « Antiterrorisme et société », Cultures et conflits, printemps, n° 61
- « Arrêter et juger en Europe. Genèse, luttes et enjeux de la coopération pénale », Cultures et conflits, été, n° 62
- « Comprendre les violences urbaines » (dossier), Regards sur l’actualité, n° 319, mars, La Documentation française, Paris
- « Emeutes, et après ? », Mouvements, n° 44, mars-avril, La Découverte, Paris
- « Georges Gurvitch », Anamnèse, n° 1
- « Identifier et surveiller : les technologies de sécurité », Cultures et conflits, hiver, n° 64
- « In memoriam : Jean Cazeneuve (1915-2005) », L'Année sociologique, vol. 56 - n° 1
- « L'abstraction en sociologie », L'Année sociologique, vol. 56 - n° 2
- « Quarante ans après : Gurvitch », Cahiers internationaux de sociologie, volume 121 (Mikhaïl Antonov, Étienne Berthold, Claude Javeau, Laurent Vidal)
- « Mort volontaire combattante : sacrifices et stratégies », Cultures et conflits, automne, n° 63
- « Trajectoires sociales et bifurcations », Cahiers internationaux de sociologie, volume 120

### En ligne
- E. Mazzoni, Du simple tracement des interactions à l’évaluation des rôles et des fonctions des membres d’une communauté en réseau : une proposition dérivée de l’analyse des réseaux sociaux, Information Sciences for Decision Making, 26, [PDF] Lire en ligne

## Congrès
- XVIe congrès de l'Association internationale de sociologie à Durban en Afrique du Sud.

## Récompenses
- Prix du Centre de recherches sociologiques (Espagne) : Salvador Giner de San Julián
- Médaille de bronze du CNRS : Laurent Mucchielli

## Autres
- Michel Wieviorka (France) devient président de l'Association internationale de sociologie.
- Hans-Georg Soeffner devient président de la Société allemande de sociologie.
- Naissance de la revue Socio-Logos.